# Puerto Ayacucho
Puerto Ayacucho este capitala statului Amazonas, un oraș din Venezuela, care are o suprafață de 727,85 km² și o populație peste 41.000 locuitori (2008). Orașul a fost fondat în 9 decembrie 1924 de inginerul și geologul Santiago Aguerreverre 1865 - 1924).
Orașul se află pe râul Orinoco, la o distanță de 550 km la sud de capitala Caracas. 

## Atracții turistice

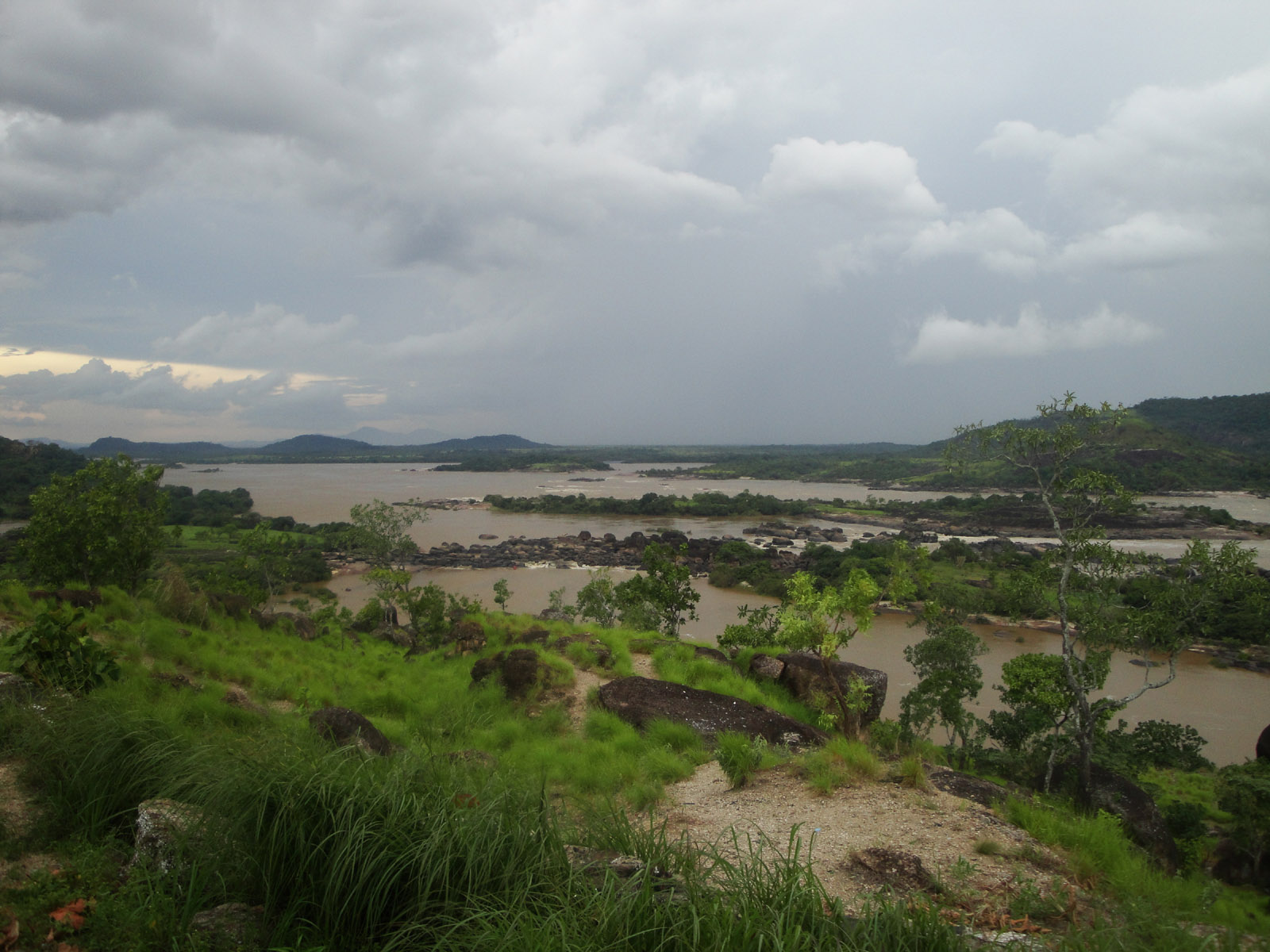
Râul Orinoco

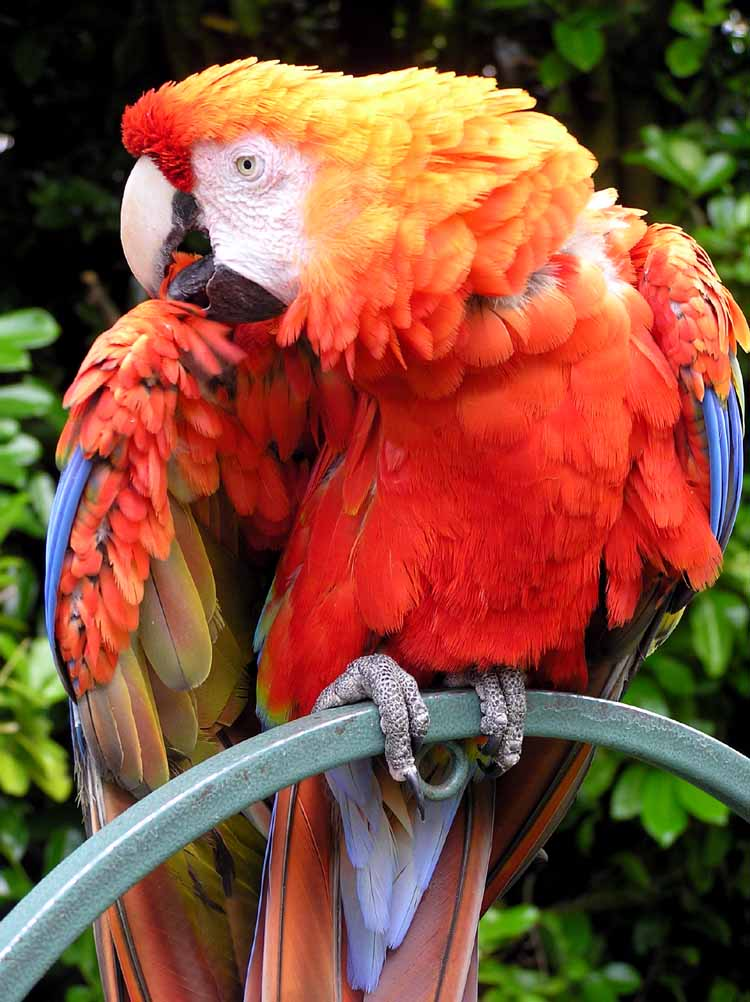
Papagal Ara

În prezent motorul economiei este turismul. Climatul este ecuatorial, cu păduri neexplorate, cu tepui în apropiere care au fiecare micro-ecosistemul lor endemic. 
La 90 km est de Puerto Ayacucho se găsește cea de-a doua cea mai înaltă cascadă din Venezuela, cascada Yutaje cu o înălțime de 700m.
Muzeul etnologic din oraș prezintă istoria colonizării statului Amazon (Estado Amazonas), întâlnirea culturii creole cu culturile amerindiene, prezentând cele cinci principale etnii din stat:
- Piaroa,
- Guahiba (Guajibo),
- Yanomami,
- Arawak și
- Ye'kwana.

## Evoluția demografică a orașului
| 1950  | 1961  | 1971   | 1981   | 1990   | 2002   | 2009   |
| ----- | ----- | ------ | ------ | ------ | ------ | ------ |
| 3 000 | 5 500 | 10 400 | 28 248 | 36 107 | 68 500 | 83 500 |